# 17 octobre 1943
Le dimanche 17 octobre 1943 est le 290e jour de l'année 1943.

## Naissances
- Kiril Dojčinovski, footballeur yougoslave et macédonien
- Margie Sudre, femme politique et médecin anesthésiste française
- Jacques Mercier,  homme de télévision et de radio belge
- Hiroshi Minatoya, judoka japonais

## Décès
- Denji Kuroshima (né le 12 décembre 1898), écrivain japonais

## Autres événements
- Unterseeboot 540 et Unterseeboot 841 sont coulés
- Michel (HSK 9) est coulé
- Unterseeboot 340 appareille de Saint-Nazaire
- Ouverture  de la ligne State Street Subway du métro de Chicago avec notamment les stations : Harrison (CTA), Jackson (CTA), Chicago (ligne rouge CTA), Grand (ligne rouge CTA), Washington (ligne rouge CTA), Clark/Division, North/Clybourn, Monroe (ligne rouge CTA)
- Achèvement de la première version du Pont sur la rivière Kwaï
- Albaicín (matador) prend son alternative à Madrid
- Frédéric Dumas est le premier homme à dépasser les 60 mètres de profondeur avec un détendeur Cousteau-Gagnan (62 mètres, le 17 octobre 1943 à 18h)
- Maurice Nègre est arrêté puis déporté